# Смит, Шеридан
Шеридан Смит (англ. Sheridan Smith; род. 25 июня 1981 года, Эпворт, Линкольншир, Великобритания) — британская актриса театра и телевидения, обладательница двух премий Лоренса Оливье и премии Британской академии кино и телевизионных искусств.

## Карьера
Шеридан Смит родилась в Эпворте, на севере Линкольншира. С детства она посещала танцевальную школу в Сканторпе. В средней школе она изучала актёрское мастерство, с 1991 по 2001 годы была актрисой Национального музыкального молодёжного театра, где играла главные роли, в том числе в постановках «Багси Мэлоун» и «В лесу».

### Телевидение
В 1999 и 2000 годах Смит появлялась в постоянной роли второго плана в ситкоме «Семья Ройл», где играла подругу сына главных героев. С 2001 года по 2009 в течение восьми сезонов исполняла одну из главных ролей Джэнет в популярном телесериале «Две пинты лагера и пакет чипсов», который транслировался на телеканалах BBC 2 и BBC 3. В 2004 году Смит сыграла в эпизоде телесериала «Стюардессы». Во второй половине 2000-х годов Шеридан Смит появлялась в различных британских телепроектах, в том числе «Чисто английское убийство», «Гэвин и Стейси», «Чуть свет — в Кэндлфорд», «Джонатан Крик». В 2010 году была наставницей участниц телешоу «За радугой», в котором выбирали новую исполнительницу роли Дороти для мюзикла «Волшебник страны Оз».
В 2012 году она сыграла роль Нины в экранизации романа Дафны дю Морье «Козёл отпущения». В сентябре 2012 года Смит исполнила главную роль Чармейн Биггс, жену Ронни Биггса, в телесериале ITV «Миссис Биггс». За эту роль она удостоилась Премии BAFTA в 2013 году за лучшую женскую роль. 6 и 7 января 2014 года на телеканале BBC 1 была показана двухсерийная драма «The 7.39», где Смит исполнила главную роль вместе с Оливией Колман и Дэвидом Моррисси.

### Театр
Среди театральных работ Шеридан Смит мюзикл «В лесу» в лондонском театре Donmar Warehouse, а также роли в шекспировских комедиях «Укрощение строптивой» и «Сон в летнюю ночь» в Открытом театре в Риджентс-парке. Она также исполняла роль Одри в мюзикле «Маленький магазинчик ужасов» с ноября 2006 года по сентябрь 2007 года. За эту роль она была номинирована на Премию Лоренса Оливье.
В декабре 2009 года Смит появилась в роли Эль Вудс в лондонской постановке мюзикла «Блондинка в законе». Её игра получила положительные отзывы. Эта роль принесла Смит премию Лоренса Оливье и номинацию на премию газеты Evening Standard. Смит покинула мюзикл в январе 2011 года, уступив главную роль коллеге по проекту Сюзан МакФейдн.
С по июнь 2011 года она играла в возобновлённой постановке пьесы Теренса Реттигена «Сигнальная полоса» (режиссёр Тревор Нанн). Она исполнила роль Дорис, официантки, вышедшей в войну замуж за польского графа, который служил в ВВС Великобритании. За эту роль Смит получила премию Лоренса Оливье за лучшую роль второго плана и премию газеты Evening Standard. Смит участвовала в репетициях и пробах к мюзиклу «Дневник Бриджит Джонс» в качестве исполнительницы главной роли, но покинула проект в апреле 2012 года. С сентября по ноябрь 2012 года она исполняла главную роль в пьесе «Гедда Габлер» в Театре Олд Вик. Год спустя Смит сыграла роль Титании в шекспировском «Сне в летнюю ночь».
28 апреля 2013 года Смит вместе с Хью Бонневилем выступила в качестве ведущей церемонии вручении премии Лоренса Оливье.

## Личная жизнь
С 2018 года Смит помолвлена со страховым брокером Джейми Хорном. У пары есть сын — Билли Хорн (род. 9 мая 2020).